# Jessica Landström
Jessica Elin Maria Landström (Nacka; 12 de diciembre de 1984) es una futbolista sueca retirada. Representó a su país en los Juegos Olímpicos de 2008, en la Euro 2009 y en la Copa Mundial de 2011. Jugó en los clubes suecos Djurgårdens IF, Hammarby IF, Linköpings FC y Kopparbergs/Göteborg FC. También jugó para el 1. FFC Frankfurt de Alemania y para el Sky Blue FC de los Estados Unidos.

## Carrera
Debutó en la selección absoluta de Suecia ante Dinamarca el 8 de noviembre de 2007, partido donde anotó su primer gol con el seleccionado. También jugó en las selecciones nacionales sub-21 y sub-23.
Fue incluida en la lista del entrenador Thomas Dennerby para participar en los Juegos Olímpicos de 2008. Fue su primer torneo de magnitud internacional y compartió puesto en la selección con delanteras como Lotta Schelin y Victoria Sandell Svensson. Landström jugó cuatro partidos en China y fue convocada nuevamente a la selección para afrontar la UEFA Euro 2009, donde jugó en dos ocasiones.
En la Copa Mundial Femenina de 2011 Landström anotó el gol de la victoria en la fase de grupos ante el seleccionado de Colombia. En dicho mundial Suecia accedió a las semifinales, siendo derrotado por Japón. Sin embargo, su equipo se aseguró el tercer puesto de la competencia al vencer a Francia, aunque Landström no jugó ni un solo minuto de ese partido.
Landström fue convocada para los Juegos Olímpicos de 2012 pero finalmente no jugó.

## Clubes

### Juveniles
- 1995–1997 - Lira Luleå BK
- 1998–1999 - Vallentuna BK
- 2000 - Täby FF

### Profesional
- 2001–2004 - Djurgårdens IF
- 2005–2007 - Hammarby IF
- 2007–2009 - Linköpings FC
- 2010 - Sky Blue FC
- 2010–2012 - 1. FFC Frankfurt
- 2012 - Djurgårdens IF
- 2013 - Kopparbergs/Göteborg FC

## Vida personal
Landström es lesbiana y salió del armario en noviembre de 2008 para reconocer el apoyo que recibió por parte de su pareja.